# بادم‌لی (امیرداغ)
بادم‌لی (به ترکی استانبولی: Bademli) یک منطقهٔ مسکونی در ترکیه است که در امیرداغ واقع شده‌است.